# Brigada Expedicionaria de Marines
Una Brigada Expedicionaria de Marines (en inglés: Marine Expeditionary Brigade, MEB) es una formación del Cuerpo de Marines de los Estados Unidos, una Fuerza de Tareas Aero-Terrestre de Marines de aproximadamente 14 500 infantes de marina y marineros construida alrededor de un regimiento de infantería reforzado, un grupo de aviación de Infantería de Marina compuesto un grupo logístico y un elemento de mando. La MEB, bajo el mando de un oficial general (usualmente un mayor general o algunas veces un brigadier general), está organizada orientada a la tarea o misión para cumplir con los requerimientos de una situación específica. Puede funcionar como parte de una fuerza de tareas conjunta, como el primer escalón de una Fuerza Expedicionaria de Marines , o por sí misma. Varía en tamaño y composición y es más grande que una Unidad Expedicionaria de Marines (pero es más pequeña que una MEF. La MEB es capaz de llevar a cabo misiones por todo el espectro de las operaciones militares.
En el año 2013, el mayor general Frank McKenzie dijo que como parte del QDR del año 2013, la MEB sería más independiente del apoyo prestado por la MEF, como parte de un plan para desactivar a la II MEF.

## Brigada Expedicionaria de Infantería de Marina Modelo

### Elemento de Mando
- Estado mayor de la MEB
- Destacamento, Air Naval Gunfire Liaison Company (en castellano: Compañía de Coordinación de Apoyo por Fuego Naval y Aéreo)
- Destacamento, Batallón de comunicación
- Destacamento, Compañía de Fuerza de Reconocimiento
- Destacamento, Batallón de inteligencia
- Destacamento, Batallón Radial

### Elemento Terrestre de Combate
- Regimiento de infantería reforzado (con 3 batallones de infantería)
- 14 tanques  M1A1 Abrams (1 compañía de tanques)
- 2 Vehículo Rompedor de Asalto M1 "Shredder" (compañía de ingenieros de combate)
- 2 Vehículo Blindado de Recuperación M88A2, Hercules
- 48 Vehículos Anfibios de Asalto AAV-7A1 y variantes (1 compañía de vehículos anfibios de asalto, reforzada)
- 27  Vehículos Blindados Ligeros, LAV-25A1 y variantes (1 compañía de reconocimiento ligera, reforzada)
- 24 obuses de 155 mm,  M777A2 (1 batallón de artillería con 4 baterías de fuego de 6  cañones cada una)
- 24 morteros M252 de 81 mm (4 tubos por sección, 2 secciones por pelotón, en el Pelotón de Morteros, Compañía de Armas, Batallón de Infantería x 3)
- 27 morteros ligeros M224 LWCMS de 60 mm (3 tubos en la Sección de Morteros en el Pelotón de Armas, Compañía de Fusileros x 3, Batallón de Infantería x 3)
- 24 lanzadores de  misiles antitanques BGM-71 TOW (8 lanzadores en la sección TOW del Pelotón Antitanque, Compañía de Armas, Batallón de Infantería x 3)
- 24 lanzadores de misiles antitanques, FGM-148 Javelin (8 lanzadores en la sección antitanque del Pelotón Antitanque, Compañía de Armas, Batallón de Infantería x 3)
- 18  lanzagranadas automáticos  Mk 19 de 40 mm (6 armas por Pelotón de Ametralladoras Pesadas, Compañía de Armas, Batallón de Infantería x 3)
- 18  ametralladoras pesadas M2HB calibre 12,7 mm (6 armas por Pelotón de Ametralladoras Pesadas, Compañía de Armas, Batallón de Infantería x 3)
- 54 ametralladoras M240 de 7,62 mm (6 armas en la Sección de Ametralladoras, Pelotón de Armas, Compañía de Fusileros x 3, Batallón de Infantería x 3)
- 243  ametralladoras ligeras  M249 de 5,56 mm (9 armas por Pelotón de Fusileros x 3, Compañía de Fusileros x 3, Batallón de Infantería x 3)

### Elemento Aéreo de Combate
- Grupo de Aéreo del Cuerpo de Marines, a continuación se indica la organización ideal:
- 45 AV-8B (3 escuadrones VMA con 15 aeronaves cada uno)
- 24 F/A-18 (2 escuadrones VMFA con 12 aeronaves cada uno)
- 5 EA-6B (1 escuadrón VMAQ con 5 aeronaves cada uno)
- 6 KC-130 (1 destacamento VMGR)
- 32 CH-53E (2 escuadrones HMH con 16 aeronaves cada uno)
- 48 CH-46E o V-22B (4 escuadrones HMM o VMM con 12 aeronaves cada uno)
- 18 AH-1W/Z (1 escuadrón HMLA, cada escuadrón HMLA incluye tanto AH-1 como UH-1)
- 9 UH-1N/Y (1 escuadrón HMLA, cada escuadrón HMLA incluye tanto AH-1 como UH-1)
- 45 equipos de misiles superficie-aire Stinger (1  batería de fuego con 3 pelotones de 15 equipos de misiles Stinger cada uno)

### Elemento Logístico de Combate
- Regimiento Logístico de Combate (con entre 1 a 3 batallones logísticos de combate) (a continuación se indica equipamiento ideal)
- 1 puente de vigas medio
- 6 grúas:
  - 1 grúa de 30 toneladas
  - 5 grúas de 7,5 toneladas
- 2 sistemas de reabastecimiento de combustible de 600 000  galones
- 44 generadores de 100 kW
- 75 camiones de 7 toneladas MTVR
- 9 unidades de purificación de agua
- 116 carretillas elevadoras
- 5 bulldózeres
- 3 motoniveladoras

## Lista de las MEB
- 1.ª Brigada Expedicionaria de Marines
- 2.ª Brigada Expedicionaria de Marines
- 3.ª Brigada Expedicionaria de Marines

## MEB históricas
Las siguientes MEB fueron desplegadas operacionalmente:
- Fuerza de Tareas Tarawa para la Guerra de Irak
- Fuerza de Tareas Leatherneck para la Guerra de Afganistán[3]
- 9.ª Brigada Expedicionaria de Marines para la Guerra de Vietnam - desplegada el 9 de marzo de 1965.